# Charoides dimidiata
Charoides dimidiata là một loài bọ cánh cứng trong họ Cerambycidae.